# Blur (videojuego)
Blur es un videojuego de carreras desarrollado por Bizarre Creations y publicado por Activision en América del Norte y Europa. Cuenta con un estilo de carreras que incorpora los coches del mundo real y los locales con el manejo de estilo arcade y combate con vehículos.

## Jugabilidad
En el modo de un jugador, el mismo se enfrentará a numerosos personajes empleando vehículos licenciados que van del Dodge Viper al Lotus Exige, pasando por SUVs y otros todoterrenos, todos los cuales poseen un modelado completo de daños. Algunos de los mejores modelos de automóviles son ficticios, diseñados por Bizarre Creations. Cada vehículo posee unas características definidas: resistencia (representada por una barra de puntos de impacto que el vehículo puede soportar antes de resultar destruido), aceleración, velocidad máxima, agarre al firme, y estabilidad o facilidad de manejo. Las pruebas se desarrollan en circuitos ficticios inspirados en entornos reales, generalmente ciudades (Los Ángeles, Londres...) o entornos semipoblados (zonas rurales, canales de agua secos...).
El rasgo más característico del juego es el uso de "power-ups" o potenciadores fantásticos situados a lo largo de cada circuito, que el jugador recoge pasando por el símbolo representativo de cada potenciador y que le otorgan un arma o ventaja momentánea. No obstante, sólo algunas pruebas son de combate vehicular: la mayor parte de Blur lo componen carreras y pruebas contrarreloj, por lo que el empleo de dichos potenciadores es inútil para el progreso del jugador si no lo acompaña de la necesaria habilidad de pilotaje.
Cuando el jugador corre bien, realiza acrobacias y power-ups utiliza de cierta manera durante las carreras, ganará "puntos de fanáticos". Estos puntos de ayudar al progreso del jugador a través de la carrera, la compra más automóviles y sus partes y ganar más fanes por la base de usuarios. Durante la carrera, los desafíos se midrace lugar cuando el jugador a través de unidades de un icono del ventilador. Completar estos retos a corto (por ejemplo, encontrar un secreto nitro encendido) premiará al jugador con un alza puntos de fanáticos.
Este juego también es parecido a las películas de rápidos y furiosos que usaban tanques de nitrógeno, proyectiles y otras cosas. Si no completaste el juego y solo hiciste el nivel uno contra Shannon, ella es contra la que te enfrentaras en el nivel final pero no te da modificación, solo un auto.

## Multijugador
El juego se puede jugar con hasta 4 jugadores a través de pantalla dividida y el juego se pueden tomar en línea con un máximo de 20. Sin embargo, los usuarios no pueden jugar en línea con pantalla dividida, al mismo tiempo. Estas razas se puede jugar en los equipos y los partidos pueden ser alterados para sufragar determinados power-ups, los coches, pistas y otras variables. También puede crear un tipo de concordancia llamado "World Tour", que es esencialmente una opción de reproducción rápida para jugadores que quieren saltar a un partido sin complicaciones. Aquí, cada jugador se le dará un coche al azar y echado en una serie aleatoria de cursos con un conjunto de reglas estándar. Otros modos multijugador pueden ser desbloqueados para que los puntos de múltiples usuarios de fanes de culminar en un total determinado.

## Beta
La beta de Blur comenzó el 8 de marzo, y los códigos beta se dieron a partir de sitios web como GameSpot y GameSpy. La versión beta permite al jugador para poner a prueba seis canciones, cuatro modos de juego, 14 vehículos con licencia completa, y más de 30 desafíos. Los jugadores pueden probar hasta Blur'sleveling sistema, que abre los diversos temas. La beta también permite a los jugadores conectarse a Twitter para enviar las actualizaciones a través del juego. Blur había una versión beta pública a partir del 6 de abril, a través del Bazar Xbox Live. La versión beta finalizó el 10 de mayo.

## Recepción
Una demo multijugador general fue puesto en libertad después del lanzamiento del juego completo de 3 de junio. Esta demo jugable y quedó a disposición del público hasta el 22 de junio.
El juego fue en general bien recibida por la crítica, con una puntuación de 83/100 en Metacritic en la Xbox 360 y un 82/100 en la PlayStation 3 y PC. Los revisores elogió el juego y la cantidad de contenido ((cita requerida | Fecha de julio de 2010 =)), pero sobre todo criticó los gráficos como sub-par ((cita requerida | Fecha = 07 2010)).
Brian GameZone de Rowe dio al juego un 7.5/10. "En un solo jugador, Blur es un juego de carreras de media con un toque encendido. Según algunas críticas es como una mezcla de Need for Speed y Mario Kart Repetición de las carreras y la recepción de los coches hermosos que permanecen intactos debido a la falta de personalización hace rápido de edad. La anticuada rave-ambiente, incluyendo la música y los menús, no hacen ningún favor a la presentación tampoco. Como título multijugador, Blur es absolutamente emocionante. Saludé en la victoria, gritó con ira, se llamó nombres que yo nunca he oído hablar, y me encantó cada momento de ella."
El juego de vídeo de Australia talk showGood Juego ' s dos revisores dio al juego un 7 / 10 y el logotipo 8/10.El logo de Blur se ha notado como muy similar a la de la banda Blur.

## Autos y vehículos
Lista de todos los autos de Blur y son ordenados por Segmento.
Segmento D son:
Renault Megane R230 F1 Team
Ford Mustang
Ford Focus
Chevrolet Camaro
Land Rover Defender
Dodge Challenger
Nissan Navara
Volkswagen Tipo 1
Nissan 350Z
BMW Concept X1
Audi S3
Toyota Supra
BMW CS
Rat Rod
Segmento C son:
Hummer H2
Land Rover LRX
Audi TTS
Ford F-150
Ford F-100
Ford Bronco
BMW M3
Ford Shelby
Volkswagen beetle
Segmento B son:
Chevrolet Corvette
Volkswagen Scirocco
Chevrolet Corvette C3
Dodge Viper
Ford GT
Chevrolet HHR
Lotus Exige
BMW X5
Volkswagen Golf W12 
chevrolet corvette zr1
Segmento A son:
Nissan Skyline GT-R Z-Tune
Dodge Viper
Renault Megane Trophy
Ford Transit Supermán
Audi R8
Vauxhall Mónaco VXR
Dodge Viper
Koenigsegg CCXR
Opel Astra Extreme

## Ventas
En los EE. UU., Blur vendió 31.000 copias en sus primeros cinco días de exhibición de acuerdo con la NPD.

## Secuela
A pesar de las decepcionantes ventas, Nick Davies, de Bizarre Creations ha anunciado que el estudio tiene la intención de crear más juegos de la serie, y quiere convertirla en la mayor franquicia de carreras. Atribuyó los resultados de ventas de Blur, al hecho de que el juego fue lanzado en "un tiempo muy ocupado para juegos de carreras y que" salió en el momento mismo que ModNation Racers y Split / Second. Sin embargo, consideró que el fuerte componente multijugador daría el juego mantener el poder, y que "va a ser un proceso lento-quemador".Sin embargo, por la quiebra de la compañía no se pudo realizar. En enero de 2013 se filtró un video por parte de uno de los exempleados de lo que hubiera sido.